# Mandarin Airlines

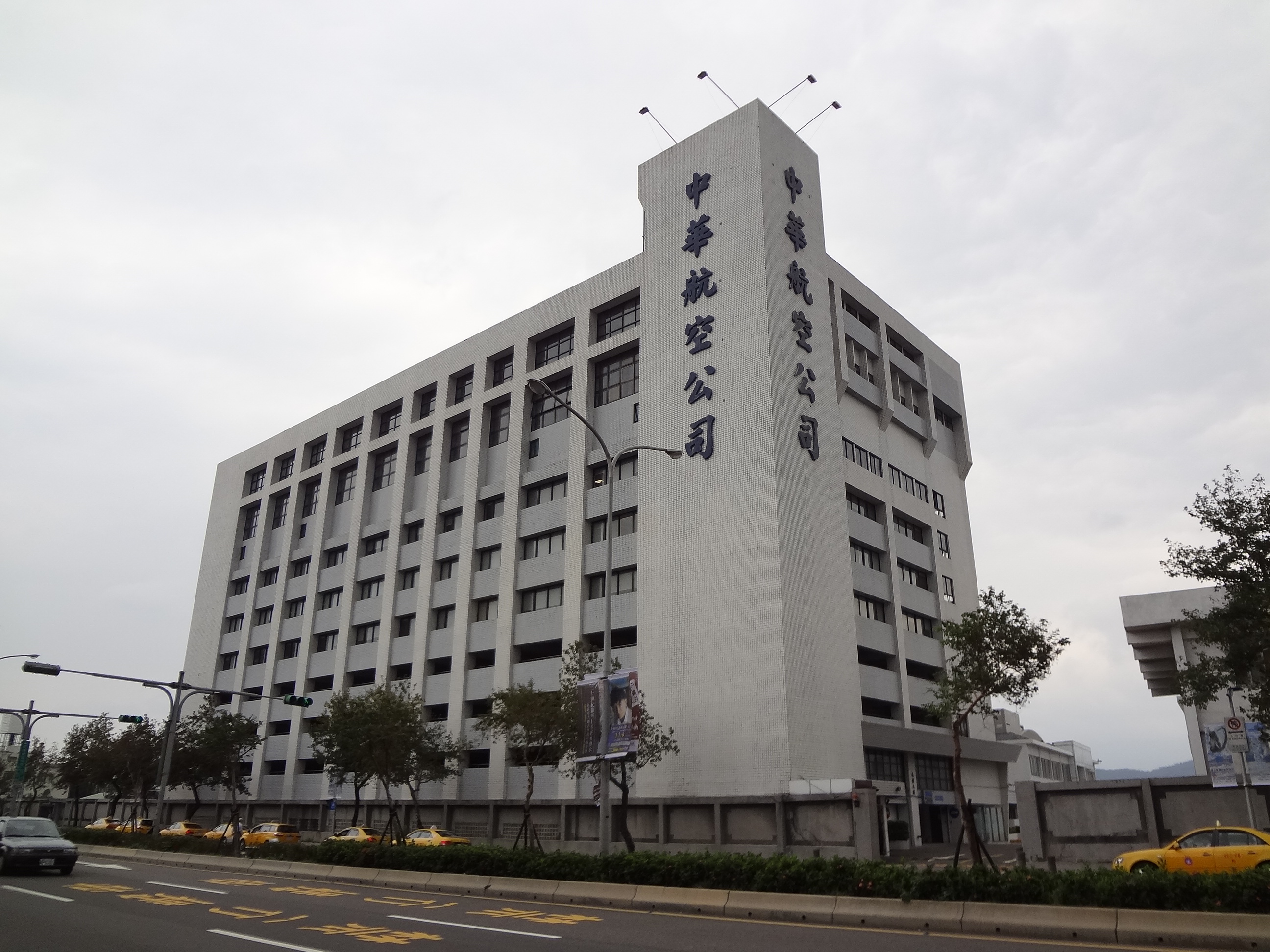
China Airlines Minquan Building, which houses the headquarters of Mandarin Airlines

Mandarin Airlines (華信航空; pinyin: Huáxìn Hángkōng) (Hoa Tín Hàng không) là một hãng hàng không khu vực và nội địa ở Đài Bắc, Đài Loan, là một công ty con của China Airlines. Trung tâm của hãng ở Sân bay Tùng Sơn Đài Bắc.
Tính đến tháng 7 năm 2024 , Madarin Airlines có 14 chiếc máy bay :
- 4 chiếc Embraer E - 190 
-1chiếc Boeing 737 - 800 thuê khô từ China Airlines 
- 10 chiếc ATR 72 - 600